# Cryptantha celosioides
Cryptantha celosioides là loài thực vật có hoa trong họ Mồ hôi. Loài này được (Eastw.) Payson mô tả khoa học đầu tiên năm 1927.